# Uintateri
Els uintateris (Uintatherium) són un gènere de mamífers extints que visqueren a Nord-amèrica i Àsia durant l'Eocè. La seva mida i el seu aspecte, incloent-hi els sis ossicons del cap, que semblaven banyes, recorden els rinoceronts, però no hi tenien una relació propera. Malgrat el que poden fer pensar les seves llargues dents canines superiors, similars a les dels dents de sabre, eren animals herbívors que s'alimentaven de fulles, matolls i herba.
Els seus fòssils són els més grossos i impressionants que es trobaren al jaciment de Fort Bridger (Wyoming) i foren un dels punts centrals de la Guerra dels Ossos entre Othniel Charles Marsh i Edward Drinker Cope. A més a més, se n'han trobat restes a Utah, prop del Uinta (dels quals deriva el seu nom), així com a la província xinesa de Henan. Aparegueren a principis de l'Eocè, fa aproximadament 56 milions d'anys, a la regió que actualment és l'oest americà. S'extingiren fa uns 37 milions d'anys, sense deixar descendència, a causa del canvi climàtic i de la competència dels brontoteris, els rinoceronts i altres perissodàctils.

## Morfologia

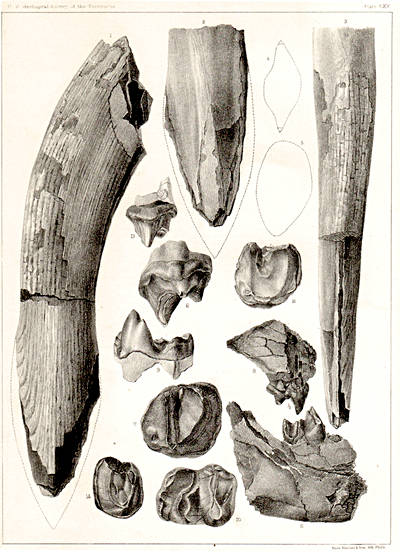
Un ullal amb alguns queixals i fragments de mandíbula de Uintatherium robustum.

La característica més destacada dels uintateris era el seu crani, gran i robust. El uintateri tenia un crani pla i còncau, caràcter que no es dona en cap altre mamífer amb la possible excepció d'alguns brontoteris. La seva cavitat cranial era excepcionalment petita a causa del gruix de les parets del crani. En conseqüència, el seu cervell era relativament petit, car només ocupava el 10% de l'espai cranial. De fet, els uintateris eren uns dels mamífers amb un cervell més petit en relació al pes corporal. El pes del crani era mitigat per nombrosos sins situats a les parets del crani, com en els elefants.
Els cranis dels mascles presentaven sis ossicons, probablement coberts de pell, que sortien de la regió frontal del crani. La funció d'aquests ossicons és desconeguda, però és possible que fossin utilitzats per defensar-se o atreure les femelles durant el festeig.
L'esmalt dental del uintateri és particular; la majoria de grans euteris actuals enforteixen el seu esmalt per mitjà de bandes de Hunter-Schreger transversals, però el uintateri, igual que altres herbívors del Paleogen, tenia bandes verticals i irregulars, donant-li un esmalt en forma de zig-zag. La morfologia de les seves dents molars estava adaptada per mastegar aliment vegetal. D'altra banda, les seves dents canines feien uns 25 cm de longitud, i eren protegides per la robusta vora del maxil·lar inferior. És possible que aquests ullals fossin una forma de dimorfisme sexual. En canvi, el uintateri havia perdut les incisives superiors, i per compensar-ne la pèrdua probablement posseïa un llavi superior molt mòbil o fins i tot una petita probòscide. Othniel Charles Marsh no estava d'acord amb aquesta última teoria.
Les seves proporcions corporals eren similars a les del rinoceront de l'Índia: feia entre tres i cinc metres de longitud, 1,60 m d'alçada a l'espatlla, i el seu pes podia arribar a 4.500 kg. Les seves potes eren robustes per sostenir el pes de l'animal i estaven dotades de peülles. D'altra banda, i a diferència dels rinoceronts actuals, que són perissodàctils, l'estèrnum del uintateri estava compost de segments plans horitzontals, i no de segments comprimits i verticals.

## Comportament
El uintateri es devia passar gran part del dia a prop de rius o llacs, a les vores dels quals utilitzava les seves llargues dents canines per arrancar les plantes aquàtiques que componien la majoria de la seva dieta. Tenia un estil de vida altament especialitzat per a aquest tipus d'ecosistemes. És probable que es tractés d'un animal relativament pacífic, que es limitava a pastar a les vores dels cursos d'aigua. Els ossicons del seu cap, tot i semblar banyes, no eren armes, sinó que s'utilitzaven per atreure les femelles durant l'època d'aparellament. És possible que també fossin utilitzats en lluites entre mascles per una femella. Els seus ullals tampoc no servien per atacar altres animals, car la seva tasca principal era arrancar plantes, però podria haver-los utilitzat amb finalitats defensives. És probable que, com sol passar amb els animals altament especialitzats per a un tipus d'hàbitat en concret, l'especialització del uintateri fos un factor determinant en la seva extinció, almenys en relació al canvi climàtic.

## Hàbitat

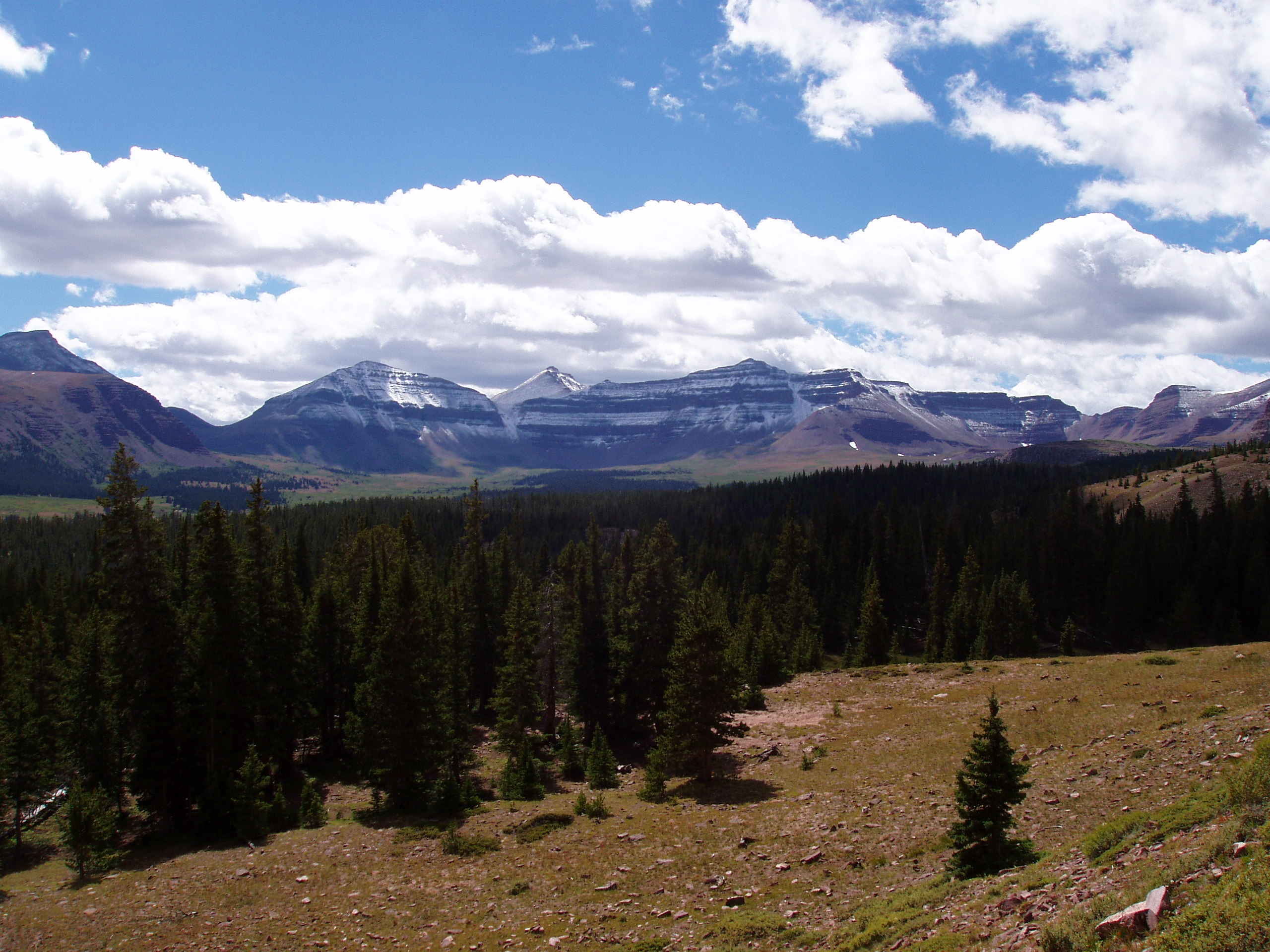
El Uinta actualment

El uintateri visqué en ecosistemes subtropicals americans de l'Eocè. Des del principi d'aquest període, la temperatura del planeta augmentà en un dels escalfaments globals més ràpids (en un context geològic) i extrems registrats a la història geològica, anomenat màxim tèrmic del Paleocè-Eocè. Fou un episodi d'escalfament ràpid i intens (de fins a 7 °C a latituds altes) que durà menys de cent mil anys. El màxim tèrmic provocà una gran extinció que serveix per distingir la fauna de l'Eocè de la del Paleocè.
El clima global de l'Eocè fou probablement el més homogeni del Cenozoic; el gradient tèrmic de l'equador als pols era la meitat de l'actual, i els corrents oceànics profunds eren excepcionalment càlids. Les regions polars eren molt més càlides que avui en dia, potser com el nord-oest dels Estats Units actual. Els boscos temperats arribaven fins als mateixos pols, mentre que els climes tropicals plujosos arribaven fins a 45° de latitud nord. La diferència era més gran a les latituds temperades; tanmateix, el clima dels tròpics probablement era similar al d'avui en dia.
L'hàbitat del uintateri no devia ser gaire diferent al dels hipopòtams actuals, amb la diferència que aquests últims són animals amfibis i els uintateris eren animals terrestres. Les vores dels rius eren ideals perquè prosperessin falgueres i plantes similars que servien per alimentar no només els uintateris, sinó també una gran varietat d'animals ungulats, com ara l'epihip o Sphenocoelus, així com de molts altres mamífers primitius.

## Fòssils

### Descobriment i Guerra dels Ossos

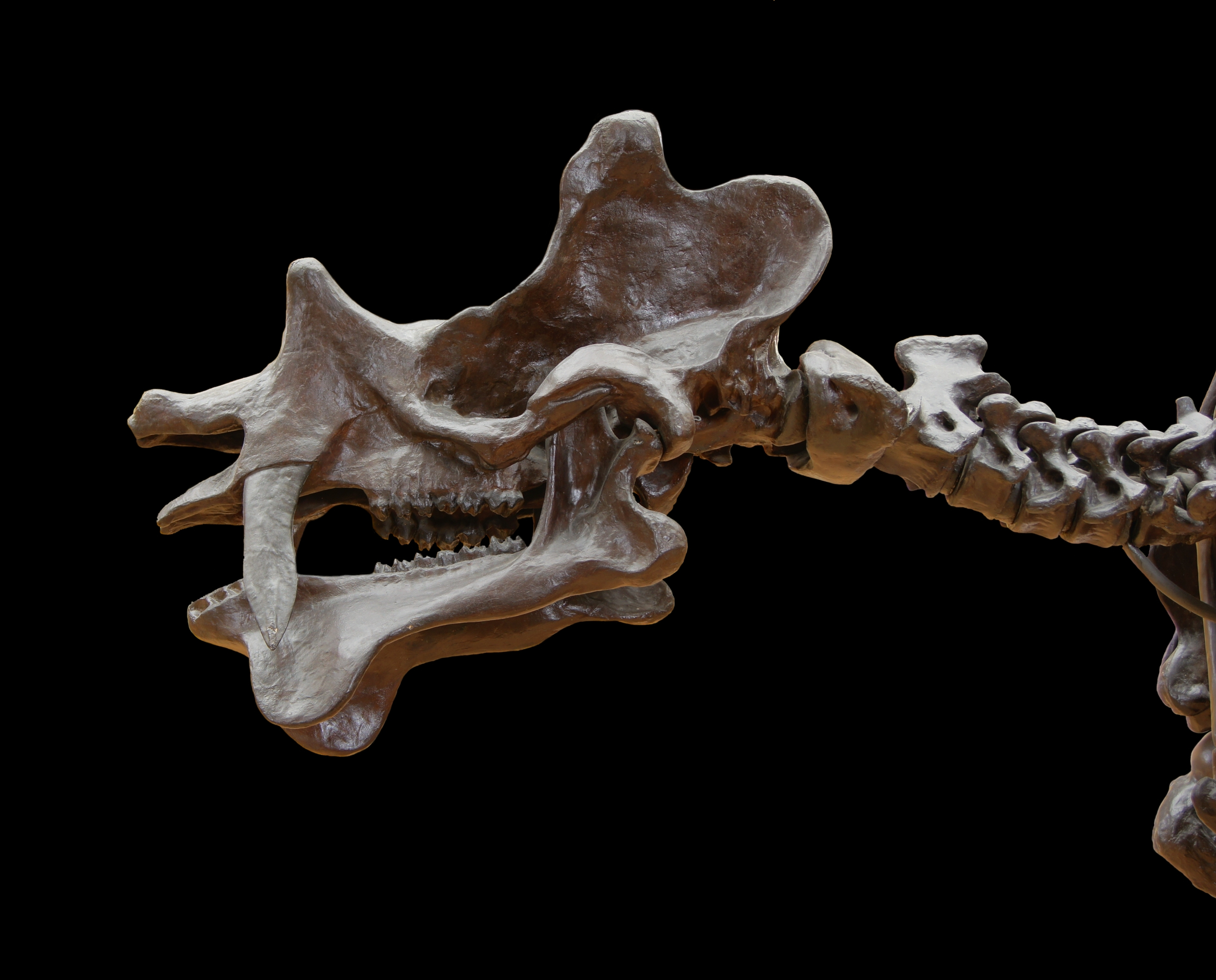
Dinoceras mirabile al Museu Nacional d'Història Natural de París

Els doctors James Van Allen Carter i Joseph Corson descobriren els primers fòssils de uintateri el juliol del 1872, durant la primera visita de Joseph Leidy a Fort Bridger. Carter i Corson, col·laboradors habituals de Leidy en les seves excavacions a Wyoming, li mostraren un fragment de crani, fragments dels maxil·lars superior i inferior (juntament amb algunes dents), un húmer gairebé complet i fragments d'altres ossos de les potes. Juntament amb un ullal de vint centímetres que definí com a Uintamastix atrox, Leidy descrigué aquests fragments, donant-los el nom de Uintatherium robustum, i n'anuncià el descobriment a l'Acadèmia de Ciències Naturals.
Edward Drinker Cope i Othniel Charles Marsh també havien estat explorant la zona de Fort Bridger, i aquest últim va presentar a finals del 1872 informes sobre quatre espècies diferents: Dinoceras mirabilis, Dinoceras lacustris, Tinoceras anceps i Tinoceras grandis. Per la seva banda, Cope feu públic el seu descobriment de Loxolophodon cornutus, que més endavant reanomenà Eobasileus cornutus.
Durant el 1873, Leidy pogué examinar i fer un informe sobre Eobasileus, Dinoceras i Tinoceras. Mentre que arribà a la conclusió que Eobasileus era un gènere proper però diferent dels uintateris, també descobrí que tant el Dinoceras de Marsh com el seu propi Uintamastix eren en realitat exemplars de uintateri. També se sospità que Tinoceras era el mateix animal, però no ho pogué determinar amb certesa. Més endavant s'acabà revelant que la majoria d'espècies de dinocerat descrites per Marsh pertanyien al gènere Uintatherium.
Tot i que Leidy havia descrit el uintateri, Cope i Marsh en posseïen més fòssils i de millor qualitat que ell. Cap dels dos no donà crèdit als descobriments de Leidy, excepte quan era per criticar-se l'un a l'altre. Leidy acabà per abandonar la seva exploració paleontològica a l'oest americà.

### Seglexx
Dècades més tard, l'any 1940, Charles L. Gazin descobrí un fòssil de uintateri particularment complet i ben conservat al sud de l'estat estatunidenc de Wyoming. A aquest esquelet, que fou descrit com «el descobriment paleontològic més important de l'any», només li mancaven una pota posterior, part d'una pota anterior i les vèrtebres del coll. Juntament amb aquest esquelet, Gazin descobrí un segon crani amb les dents incisives intactes. Els fòssils foren enviats a Washington, on havien de ser muntats per ser exposats al Museu Nacional d'Història Natural, gestionat per la Smithsonian Institution.

## Taxonomia

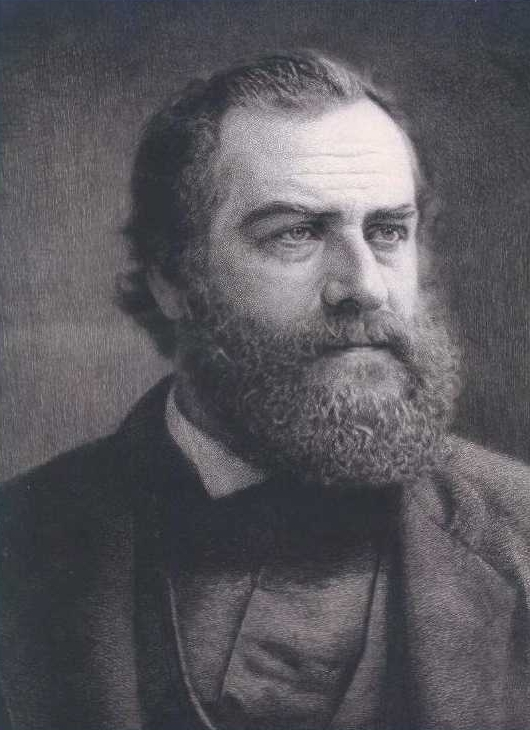
Joseph Leidy descrigué el gènere Uintatherium l'any 1872.

Juntament amb les espècies U. anceps i U. insperatus, diversos paleontòlegs han descrit una sèrie d'espècies i gèneres diferents que actualment en són considerats sinònims. Aquestes espècies són:
| - Dinoceras agreste (Marsh, 1885) - Dinoceras cuneum (Marsh, 1885) - Dinoceras distans (Marsh, 1885) - Dinoceras lacustre (Marsh, 1872) - Dinoceras laticeps (Marsh, 1873) - Dinoceras lucare (Marsh, 1873) - Dinoceras mirabile (Marsh, 1872) - Dinoceras reflexum (Marsh, 1885) - Ditetrodon segne (Cope, 1885) - Elachoceras parvum (Scott, 1886) - Eobasileus furcatus (Cope, 1873) - Eobasileus pressicornis (Cope, 1872) - Loxolophodon furcatus (Cope, 1872) - Loxolophodon pressicornis (Cope, 1872) - Mastodon anceps (Marsh, 1872) - Octotomus laticeps (Cope, 1885) - Tinoceras affine (Marsh, 1885) - Tinoceras anceps (Marsh, 1872) - Tinoceras crassifrons (Marsh, 1885) | - Tinoceras grande (Marsh, 1872) - Tinoceras hians (Marsh, 1885) - Tinoceras jugum (Marsh, 1885) - Tinoceras lacustre (Marsh, 1885) - Tinoceras latum (Marsh, 1885) - Tinoceras pugnax (Marsh, 1885) - Tinoceras vagans (Marsh, 1885) - Titanotherium anceps (Marsh, 1871) - Uintamastix atrox (Leidy, 1872) - Uintatherium alticeps (Scott, 1886) - Uintatherium furcatus (Cope, 1873) - Uintatherium latifrons (Marsh, 1885) - Uintatherium leidianum (Osborn et al., 1878) - Uintatherium princeps (Osborn et al., 1878) - Uintatherium pressicornis (Cope, 1873) - Uintatherium robustum (Leidy, 1872) - Uintatherium segne (Marsh, 1885) - Uintatherium vagans (Wilson, 1937) |

## Relacions
La relació dels uintateris en concret i dels dinocerats en general amb la resta de mamífers és discutida. El més probable és que fossin ungulats, cosa que els definiria com a laurasiateris.
Una altra opció diferent, que tanmateix continuaria significant que els uintateris eren laurasiateris, és que estaven relacionats amb els pantodonts i til·lodonts. Aquests formaven part de l'ordre Cimolesta, possiblement un clade germà dels perissodàctils. Els pantodonts, que tenien el cervell més petit de tots els mamífers en relació al pes total del cos, compartien característiques morfològiques amb els uintateris. Si aquesta teoria fos certa, els uintateris estarien relacionats amb els carnívors i els pangolins d'avui en dia.
Els xenungulats són un grup enigmàtic de mamífers de Sud-amèrica que podrien estar relacionats amb els uintateris. Un dels seus gèneres, Carodnia, compartia moltes característiques dels uintateris: tenia una constitució robusta, grans dents canines i dents posteriors amb cúspides. Per tant, s'ha suggerit que els uintateris i els xenungulats compartien un avantpassat comú. Sembla que aquest suposat avantpassat comú proper a petits mamífers asiàtics, els anagàlides, que estaven relacionats amb els rosegadors i lagomorfs. Això implicaria que els uintateris estaven més o menys relacionats amb els conills.
La impossibilitat d'extreure material genètic dels fòssils fa que no es puguin utilitzar anàlisis moleculars genètiques per provar d'esbrinar la filiació taxonòmica exacta dels uintateris.